# H. S. Thompson
Henry S Thompson, född 1824 eller 1825 i Massachusetts, död efter 1885, var en amerikansk kompositör och sångtextförfattare. Han är representerad i Den svenska psalmboken 1986 med melodin till ett verk (nr 29 b).

## Psalmer
- Jorden oro har och jämmer (Frälsningsarméns sångbok 1990 nr 696)
- Kärlek från vår Gud (1986 nr 29b) tonsatt 1852.